# توني كاميلو
توني كاميلو (بالإنجليزية: Tony Camillo)‏ هو ملحن ومنتج أسطوانات أمريكي، ولد في القرن العشرين، وتوفي في 28 أغسطس 2018.

## روابط خارجية
- توني كاميلو على موقع IMDb (الإنجليزية)
- توني كاميلو على موقع ميوزك برينز (الإنجليزية)
- توني كاميلو على موقع ديسكوغز (الإنجليزية)
- توني كاميلو على موقع قاعدة بيانات الفيلم (الإنجليزية)